# Cedusa nortoma
Cedusa nortoma är en insektsart som beskrevs av Kramer 1986. Cedusa nortoma ingår i släktet Cedusa och familjen Derbidae. Inga underarter finns listade i Catalogue of Life.